# Pavimental S.p.A.
La société AMPLIA Infrastrutures S.p.A., (Pavimental S.p.A. jusqu'en septembre 2022), est la 8e entreprise italienne leader du secteur des travaux publics, spécialisée dans la création d'infrastructures complexes du groupe Autostrade per l'Italia et les revêtements des chaussées routières et autoroutières.
Elle est chargée, en exclusivité, de la maintenance du réseau autoroutier public italien depuis son intégration dans le groupe public IRI en 1981. C'est le leader italien et un des tout  premiers groupes européens dans les enrobés techniques et dans le développement de nouveaux matériaux de roulement.
En décembre 2020, la société Pavimental SpA est scindée. Sa division aéroportuaire, devenu une société indépendante, est renommée ADR Infrastrutture S.p.A et transférée, en 2021, à Aeroporti di Roma, peu avant que la filiale d'Atlantia SpA soit nationalisée.

## Historique
La société a été créée le 4 mai 1970 sous la raison sociale COSAT - Costruzioni Stradali Asfalti S.p.A. - Constructions routières et enrobés au sein du groupe de travaux publics Todini SpA.
- En 1981, après avoir repéré l'avance technologique de l'entreprise, la société Italstrade S.p.A., une des multiples sociétés de la galaxie d'État italien, l'IRI, rachète 60 % du capital,
- Le 12 décembre 1983, la société change de raison sociale et est renommée Pavimental S.p.A.[3],
- En 1984 elle passe sous le contrôle complet d'Italstat du groupe IRI,
- En 1991 la société est intégrée dans la holding Iritecna SpA, renommée Fintecna en 1994,
- En 1996, 52% du capital la société est transféré à Autostrade S.p.A., filiale de Fintecna (ex IRI),
- En 1999, l'État italien, pour se conformer aux impositions de la Commission Européenne, lance un vaste programme de privatisations dont Autostrade SpA, qui est rachetée par Edizione Holding du groupe Benetton,
- En 2008, création d'une filiale en Pologne, Pavimental Polska Sp. z o.o. z o. o, entreprise spécialisée, comme sa maison mère, dans les infrastructures de transport, routières et aéronautiques ainsi que dans l'ingénierie environnementale,
- Le 18 décembre 2020, la société Pavimental SpA est scindée en deux parties indépendantes : la division routière et la division aéroportuaire qui est renommée ADR Infrastrutture S.p.A, filiale à 100 % de Pavimental SpA,
- Le 21 janvier 2021, ADR Infrastrutture SpA est transférée à Aeroporti di Roma, également filiale d'Atlantia SpA,
- En mai 2021, à la suite de l'écroulement d'une travée du viaduc Morandi de Gênes, le groupe Autostrade per l'Italia, filiale d'Atlantia SpA, est nationalisé et passe sous le contrôle de la Cassa Depositi e Prestiti[4].
- Le 15 mars 2023, le groupe Atlantia SpA est renommé Mundys SpA[5]. La société Pavimental SpA, recentrée sur les ouvrages routiers, passe, comme sa maison mère, sous contrôle public,
- En septembre 2022, Pavimental SpA est renommée AMPLIA Infrastructures SpA.

## Dernières réalisations
La société Pavimental SpA a obtenu des commandes de son actionnaire principal pour un montant total de 670 millions d'euros. Ce montant concerne les travaux :
- 2018 - réfection de la chaussée de la voie rapide "Via della Superba" à Gênes, réservée aux poids lourds pour l'accès au port, 3,7 km, 16 000 tonnes d'enrobés mis en oeuvre en 27 jours,
- 2018-20 - construction 5e voie autoroute A8 "des Lacs" entre Milan Nord et Lainate, 800 000 m3 de terrassements et 125 000 tonnes d'enrobés, 2 viaducs, 2 ponts et plusieurs dévoiements de réseaux urbains[6],
- 2013-16 - 3e voie de l'autoroute A14 sur le tronçon Fano-Senigallia de 30 km, 3 viaducs, 12 ponts et 24 passages inférieurs,
- 2016-19 - construction 4e voie autoroute A4 "Serenissima" sur le tronçon Milan-Bergame de 34 km, 2 ponts et viaduc LGV,
- 2021-23 - construction 4e voie dynamique de l'autoroute A4 "Serenissima" tronçon Viale Certosa - Sesto San Giovanni, grâce au logiciel développé par la filiale MOVYON SpA,
- 2013-15 - construction de la 3e voie de l'autoroute A14 sur le tronçon Rimini-Cattolica de 21 km,
- 2015-18 - construction 3e voie de l'autoroute A1 "du Soleil" sur le tronçon Fiano Romano-Settebagni, 4e voie sur le tronçon Modène-Bologne de 32 km, 3e voie sur le tronçon Barberino di Mugello - Incisa in Val d'Arno de 59 km
- 2010-11 - construction du prolongement de l'autoroute A12 sur le tronçon Rosignano Marittimo-San Pietro in Palazzi.

Pavimental SpA intervient aussi sur des grands chantiers à l'étranger. Sa filiale polonaise Pavimental Polska Sp.z o.o. a remporté plusieurs appels d'offres pour la réfection des revêtements des autoroutes polonaises, et l'entretien de l'autoroute A4 de Katowice à Cracovie ainsi que les terrassements, en 2013, pour l'usine General Motors de Gliwice.
Pavimental a également remporté les appels d'offres pour la réfection des pistes des aéroports de Cagliari, Pise, Palerme et Rome.

## Bilan 2021
Le dernier bilan connu, celui de l'année 2021, montre que le groupe Pavimental SpA a facturé 573,1 millions d'€uros de chiffre d'affaires et dégagé une marge nette après impôts de 23,4 millions.

## Activités
AMPLIA Infrastructures SpA (ex Pavimental SpA) intervient sur le réseau autoroutier de son actionnaire principal Autostrade per l'Italia en priorité. En 2006, cela a représenté l'entretien et la réfection :
- Longueur du réseau autoroutier : 3 408 km
- passage supérieurs : 1 878
- tunnels : 518
- ponts et viaducs : 3 841
- gares de péage : 223
- aires de service : 208
- signalisation horizontale : 14 237 km
- panneaux de signalisation : 83 285.

Sur le réseau italien d'Autostrade SpA, 892 millions de véhicules légers ont transité, et 177,4 millions de poids lourds. Cela représente une moyenne de 2,5 millions de véhicules par jour dont 486 000 poids lourds par jour de circulation autorisée. (NDR : en Italie, les poids lourds (PTAC > 7,5 tonnes) ne peuvent pas circuler les dimanches et weekends de grands départs. En moyenne, ils circulent 285 jours par an.
Pavimental SpA dispose des qualifications :
- ISO 9001-2000 - Entreprise générale
- ISO 9001 - Producteur d'enrobés bitumineux
- ISO 14001-2004 - Ingénierie
- ISO 14001 - Entreprise générale,
- EN ISO 14064-12019
- ISO 20400
- ISO 30415
- ISO 45001 - Ingénierie
- ISO 45001 - Sécurité et santé au travail
- ISO 39001-2012 - Sécurité routière
- FPC - Factory Production Control - Conglomérats bitumineux et bétons[8],
- ICMQ MtiS-00015 - Construction d'infrastructures